# Gonzalagunia veraguensis
Gonzalagunia veraguensis är en måreväxtart som beskrevs av John Duncan Dwyer. Gonzalagunia veraguensis ingår i släktet Gonzalagunia och familjen måreväxter.
Artens utbredningsområde är Panamá. Inga underarter finns listade i Catalogue of Life.